# (5363) Kupka
(5363) Kupka es un asteroide perteneciente al cinturón de asteroides, descubierto el 19 de octubre de 1979 por Antonín Mrkos desde el Observatorio Kleť, České Budějovice, República Checa.

## Designación y nombre
Designado provisionalmente como 1979 UQ. Fue nombrado Kupka en honor al pintor y artista gráfico checo František Kupka, desde el año 1906 tenía su residencia en Francia. Considerado uno de los iniciadores del arte abstracto, son famosas sus obras "Historias de blanco y negro", "Amorpha" o "Cosmic prime show".

## Características orbitales
Kupka está situado a una distancia media del Sol de 2,240 ua, pudiendo alejarse hasta 2,634 ua y acercarse hasta 1,847 ua. Su excentricidad es 0,175 y la inclinación orbital 2,767 grados. Emplea 1225,22 días en completar una órbita alrededor del Sol.

## Características físicas
La magnitud absoluta de Kupka es 13,4. 